# Tulno
Tulno (niem. Taulen) – przysiółek w Polsce położona w województwie warmińsko-mazurskim, w powiecie elbląskim, w gminie Pasłęk.
Przysiólek wchodzi w skład sołectwa Kronin.
W latach 1975–1998 miejscowość administracyjnie należała do województwa elbląskiego.